# Кюкю (страва)
Кюкю (також куку, перс. کوکو, азерб. kükü) — іранська та азербайджанська страва. Частіше це вегетаріанська страва, зроблена із збитих яєць, які потім змішуються з різними інгредієнтами.

## Опис
Для приготування типового кюкю сабзі (на фото) змішують курячі яйця і зелень та приправляють їх сіллю, чорним перцем, волоськими горіхами; іноді додавали борошно, барбарис, пекарний порошок, молотий шафран і куркуму або суміш спецій адв'єх. Далі суміш виливають на попередньо нагріту і змащену олією пательню, накривають і смажать на слабкому вогні до готовності, іноді перевертають або запікають до готовності у гарячій духовці. Деякі кухарі трохи підсмажують трави до того, як додати яйця. Кількість трав зазвичай значно більша за кількість яєчної маси, оскільки яйце скоріше слугує для «утримання» кюкю разом, і тому не є схожим на типовий яєчний омлет. Волоські горіхи і зерешк (ягоди барбарису) є улюбленими прикрасами страви. Кюкю часто нарізають і подають гарячим або холодним з хлібом або рисом, йогуртом, сабзі хордан (тарілка зі свіжими травами) і торші (мариновані овочі). Кюкю може бути як основною стравою, так і закускою. У низці іранських міст ця страва подається на свята.
Кюкю є схожим на італійську фритату, арабську страву еггах або відкритий омлет. Зазвичай у кюкю менше яєць, ніж у фритаті, і воно готується менше за часом на слабкому вогні перед тим як його перевернуть або ненадовго досмажать або запечуть для того, щоб закріпити верхній шар.

## Варіанти
Іранці, серед яких етнічні перси і етнічні азербайджанці, роблять багато різноманітних видів кюкю з великим вибором приправ. Деякі варіанти включають у себе кюкю з травами кюкю сабзі (kuku sabzi), кюкю з картоплею (kuku sib zamini), кюкю з лімською квасолею і кропом, бобовий кюкю (kuku shevid-baqala), гарбузовий кюкю, баклажановий кюкю (kuku-ye bademjan), кюкю з кабачком та кюкю з куркою (kuku-ye morgh).

### Кюкю сабзі (Kuku sabzi)
Одним з найпопулярніших різновидів є кюкю сабзі (перс. کوکوسبزی‎, «кюкю зі свіжими травами»), приправлений сумішшю трав та листових овочів (напр. зеленої цибулі, петрушки, цибулі-трибульки, коріандру, кропу, шпинату, листки гуньби сінної) і який має через це темно-зелений колір. Цю страву зазвичай подають на Іранський новий рік (Навруз) і ототожнюється зі стравою, які приносять до частування на Сізде-Бедар (Sizdeh Bedar, 13-й день Іранського Нового Року, який позначає закінчення свят, часто святкують частуванням надворі).

### Кюкю сіб-заміні (Kuku sib zamini)
Іншим популярним в Ірані видом кюкю є кюкю сіб-заміні або кюкю-є сібзамізі (ґіл. کوکو سیب زمینی‎, «картопляний кюкю»). Його роблять із подрібненої картоплі, цибулі, шафрану, іноді часнику, цибулі-трибульки, кориці, куркуми чи мускатного горіха. Часто картпляний кюкю готують у формі маленьких пиріжків, але також у вигляді великих млинців або просто запікають/печуть. Цю страву порівнюють із латкес, рьості та іспанською тортильєю.